# Buena Vista Río Nuevo 3.ª Sección
Buena Vista Río Nuevo 3.ª Sección es una localidad del municipio de Centro ubicado en la subregión centro del estado mexicano de Tabasco.

## Geografía
La localidad de Buena Vista Río Nuevo 3.ª Sección se sitúa en las coordenadas geográficas 17°56′27″N 93°02′16″O / 17.940833, -93.037778, a una elevación de 13 metros sobre el nivel del mar.

## Demografía
Según el Conteo de Población y Vivienda 2020, efectuado por el Instituto Nacional de Estadística y Geografía, la localidad de Buena Vista Río Nuevo 3.ª Sección tiene 4,499 habitantes, de los cuales 2,194 son del sexo masculino y 2,305 del sexo femenino. Su tasa de fecundidad es de 2.3 hijos por mujer y tiene 1,224 viviendas particulares habitadas.
| Gráfica de evolución demográfica de Buena Vista Río Nuevo 3.ª Sección entre 1970 y 2020 |
|                                                                                         |
| INEGI.                                                                                  |